# Kolach

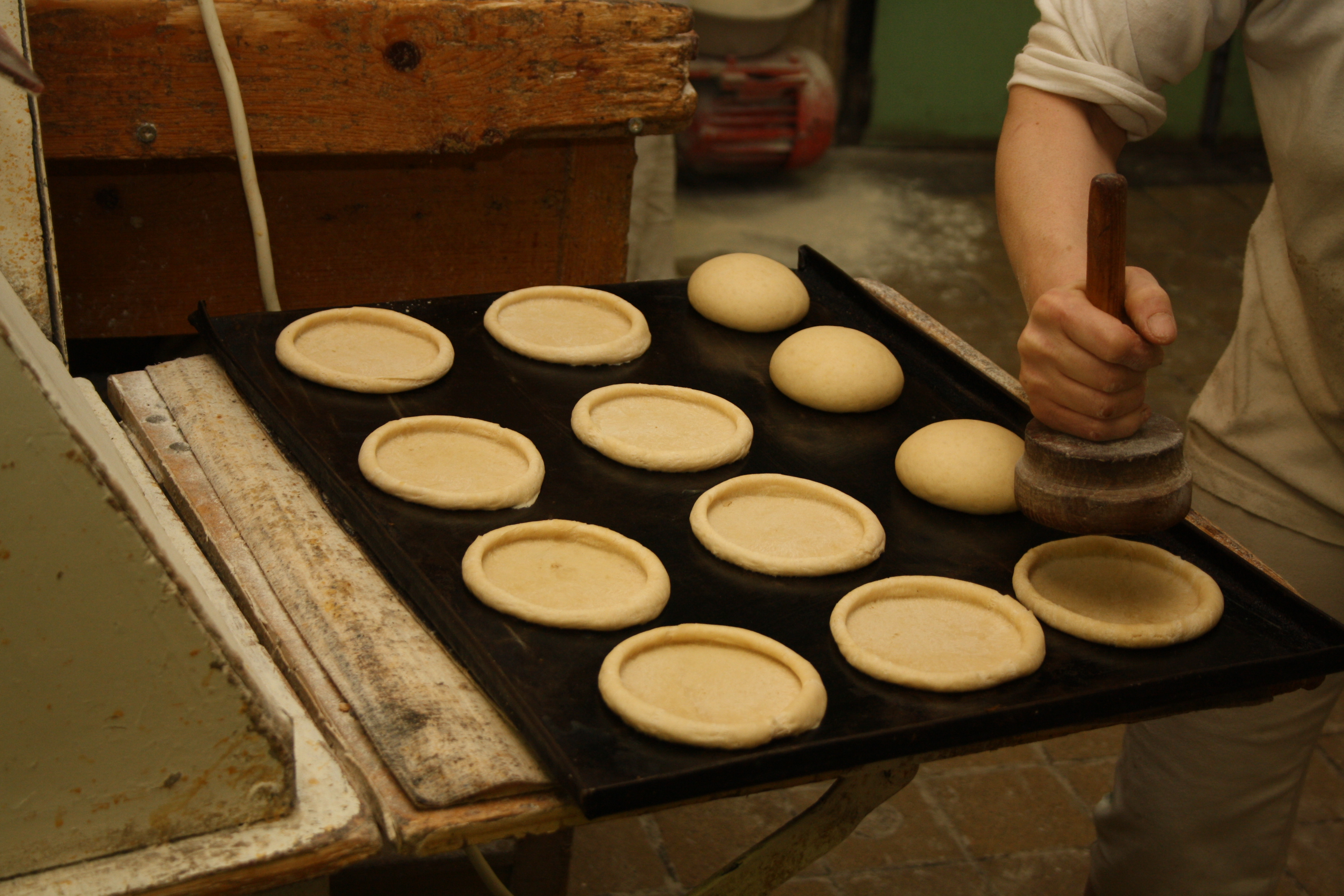
Preparazione di kolache in panetteria

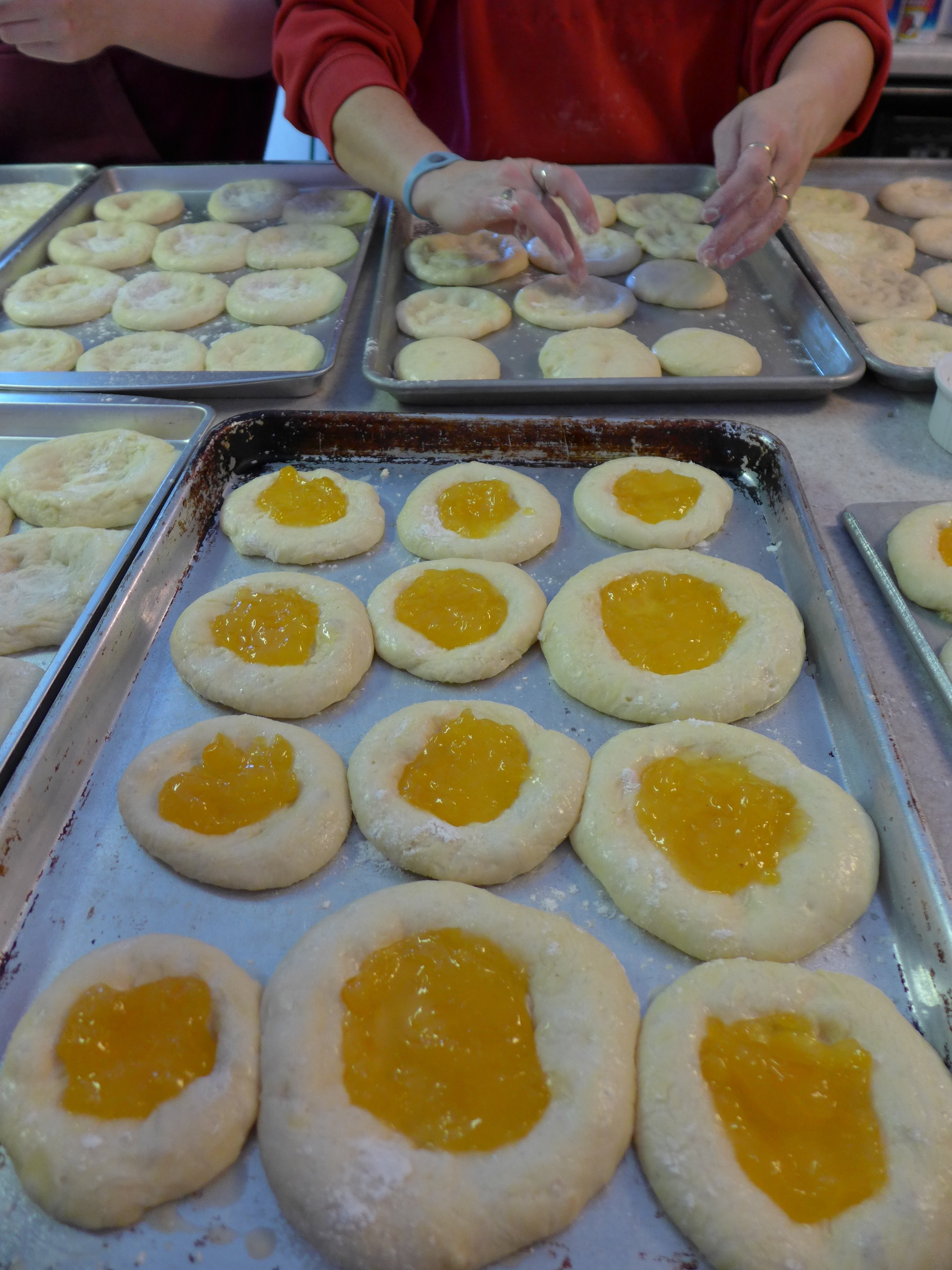

Un kolach (plurale kolache, scritto anche kolace o kolacky kəˈlɑːtʃi/, -tʃki/, dal plurale ceco e slovacco koláče, sing. koláč) è un tipo di dolce ripieno di composta di frutta, orlato da un cuscinetto rigonfio di pasta soffice.
Derivato da una torta nuziale semidolce dell'Europa centrale, il kolach è diventato popolare anche in alcune parti degli Stati Uniti d'America. Il nome trae origine dalla parola ceca, e originariamente antico slavonica, kolo che significa "cerchio", "ruota". La parola kolache può essere usata anche per descrivere un impasto ripieno di carne (specialmente in alcune parti di Texas), anche se questo piatto è chiamato più propriamente klobasnek. Si pensa spesso che il klobasnek sia una variazione del kolach (koláče); secondo la maggior parte dei Cechi, tuttavia, la distinzione è che i kolache sono farciti solo con ripieni non di carne. Diversamente dai kolache, che arrivarono negli Stati Uniti con gli immigranti cechi, i klobasniky furono fatti per la prima volta dai Cechi che risiedevano in Texas.

## Feste deikolache
Parecchie città degli Stati Uniti, tra le quali Verdigre (Nebraska), Wilber (Nebraska), Prague (Nebraska); Caldwell (Texas), East Bernard (Texas), Crosby (Texas), Hallettsville (Texas), Prague (Oklahoma), la Chiesa cattolica di santa Ludmilla a Cedar Rapids (Iowa) e Kewaunee (Wisconsin), tengono ogni anno celebrazioni per i Festival dei Kolache.
Montgomery (Minnesota) è la "capitale mondiale del Kolacky" e tiene un festival annuale noto come Kolacky Days. Verdigre (Nebraska) rivendica lo stesso primato con il suo Kolach Days. Prague (Nebraska) asserisce di essere la patria del più grande kolache del mondo. Sia Caldwell che West (Texas) rivendicano il titolo di "Capitale dei Kolache" dello stato.
Haugen (Wisconsin) è la Capitale dei Kolache del Wisconsin. Il villaggio è un insediamento boemo che celebra il suo retaggio ceco durante un festival annuale (Haugen Fun Days). I kolache sono alimento essenziale del festival del villaggio con vendite, sfornate e assaggi.
Inoltre, altre comunità degli Stati Uniti tengono festival cechi, dove si possono trovare i kolache.
Era il dolce scelto per rappresentare la Repubblica Ceca nell'iniziativa Café Europe della presidenza austriaca dell'Unione europea, nel giorno europeo 2007.
Ci sono sedi della Kolache Factory a Tustin (California) e Albuquerque (Nuovo Messico) che sono le uniche località degli Stati Uniti occidentali che vendono kolache.

## Piatti correlati

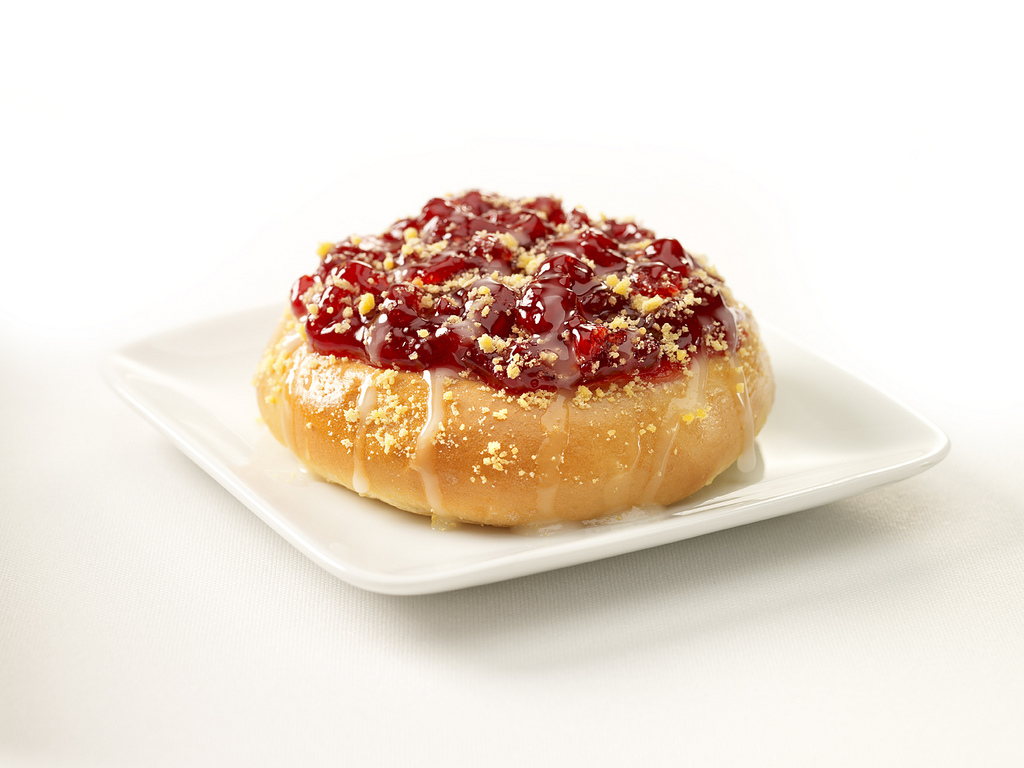
Kolach alle fragole in stile newyorkese.

Un piatto correlato è il klobasnek, che è popolare nel Texas centrale e sudorientale. Usa spesso un pane simile, ma è farcito con un anello di salsiccia o di salsiccia macinata. Alcuni si riferiscono anche a questi come kolache, ma sono chiamati più accuratamente "maiale in coperta" (pig in a blanket). Possono contenere anche prosciutto, formaggio, jalapeño, uova e pancetta/salsiccia, patata, ecc., e somigliano appunto a un "maiale in coperta". I coloni cechi crearono i klobasniky dopo essere immigrati in Texas.